# Basil Mramba
Basil Pesambili Mramba (* 15. Mai 1940; †  17. August 2021 in Daressalam) war ein tansanischer Politiker der Chama Cha Mapinduzi (CCM), der mehrmals Minister war.

## Leben
Mramba besuchte von 1948 bis 1949 die Kwaleina Bush School Primary, zwischen 1951 und 1952 die Shimbi Primary School, von 1953 bis 1954 die Mkuu Mission Primary School sowie von 1955 bis 1960 die Umbwe Secondary School, ehe er zwischen 1961 und 1962 seine Sekundarbildung an der Tabora Boys Secondary School abschloss. Im Anschluss begann er 1963 ein grundständiges Studium der Politikwissenschaften an der Makerere-Universität in Uganda, das er 1967 mit einem Bachelor of Arts (B.A. Political Science) beendete. Daneben war er zwischen 1964 und 1969 Assistent der Geschäftsführung beim Unternehmen Williamson Diamond Mwadui. Ein weiteres postgraduales Studium im Fach Management an der City, University of London schloss er 1968 mit einem Master of Business Administration (MBA) ab. Im Anschluss war er zwischen 1969 und 1972 Leiter der Abteilung für Personalentwicklung der Nationalen Entwicklungsgesellschaft NDC (National Development Corporation) und absolvierte während dieser Zeit 1971 auch einen Managementlehrgang an der Harvard Business School. Danach fungierte er zwischen 1973 und 1980 als Generaldirektor der Organisation für Kleinunternehmen SIDO (Small Scale Industries Organisation). 
1980 wurde Mramba für die Partei der Revolution CCM (Chama Cha Mapinduzi) erstmals zum Mitglied der Nationalversammlung gewählt und vertrat in dieser bis 2010 den Wahlkreis Rombo. Er war im Kabinett von Premierminister Edward Moringe Sokoine zwischen 1983 und 1984 Industrieminister sowie in den darauf folgenden Kabinett von Premierminister Salim Ahmed Salim sowie Joseph Sinde Warioba von 1984 bis 1987 Minister für Industrie und Handel. Im Kabinett von Premierminister Cleopa David Msuya war er 1995 erneut kurzzeitig Minister für Industrie und Handel sowie Minister für Arbeit und Jugendentwicklung und anschließend zwischen 1995 und 2000 Regionalkommissar der Region Mbeya.
Im Rahmen einer Kabinettsumbildung übernahm Mramba am 23. November 2000 im Kabinett von Frederick Sumaye als Nachfolger von Daniel Yona den Posten als Finanzminister, während Philemon Sarungi neuer Verteidigungsminister wurde. Den Posten als Finanzminister bekleidete er bis zu einer von Staatspräsident Jakaya Kikwete am 4. Januar 2006 angekündigten Regierungsumbildung, woraufhin Zakia Meghji seine Nachfolgerin wurde. Zugleich wurden mit Außenministerin Asha-Rose Migiro, Verteidigungsminister Juma Kapuya und Innenminister John Chiligati weitere Schlüsselpositionen im Kabinett neu besetzt. Er selbst übernahm daraufhin im Januar 2006 zunächst kurzzeitig das Amt des Ministers für Infrastrukturentwicklung, ehe er am 15. Oktober 2006 Nazir Karamagi als Minister für Industrie, Handel und Marketing ablöste. Dieses Ministeramt hatte er bis zu seiner Ablösung durch Mary Nagu am 13. Februar 2008 inne.
Er starb am 17. August 2021 im Alter von 81 Jahren an Komplikationen nach einer COVID-19-Erkrankung.